# لورن مورفی
لورن مورفی (انگلیسی: Lauren Murphy؛ زادهٔ ۲۷ ژوئیهٔ ۱۹۸۳) ورزشکار هنرهای رزمی ترکیبی اهل ایالات متحده آمریکا است.